# Kádár Miklós
Kádár Miklós (Budapest, 1904. november 15. – Budapest, 1971. szeptember 27.) jogász, ügyvéd, egyetemi tanár, az állam- és jogtudományok kandidátusa (1952).

## Élete
Kádár (1891-ig Kohn) Jakab kereskedő és Neumann Mária gyermekeként született izraelita családban. A Budapesti Tudományegyetemen szerzett oklevelet. Ezután ügyvédként dolgozott. 1938-ban kikeresztelkedett a római katolikus vallásra. A második világháború alatt az antifasiszta ellenállás tagja volt. 1945 után kiemelkedő szerepet játszott a népi igazságszolgáltatás kiépítésében. Az Országos Ügyvédi Tanács elnöke volt, majd 1946 és 1949 között a Budapesti Ügyvédi Kamara főtitkára. Ezt követően az ELTE Állam- és Jogtudományi Karán a büntetőjogi tanszék tanszékvezető tanára lett, illetve 1971-ben bekövetkezett haláláig a Jogtudományi Közlöny felelős szerkesztője. A büntetőjogtudomány nemzetközi tekintélyű tudósa, a fiatal jogásznemzedék nevelője volt. A szocialista országok büntetőjogászai között ő volt az első, akt beválasztottak a Nemzetközi Büntetőjogi Társaság (Association Internationale du Droit Pénal, AIDP) tagjai közé és később a szervezett alelnöke lett haláláig. Tagja volt a Szakszervezetek Országos Tanácsának.
Felesége Váradi Sarolta volt, akit 1930. január 11-én Budapesten vett nőül. Lánya dr. Kádár Anna.
A Farkasréti temetőben helyezték végső nyugalomra.

## Főbb művei
- A szovjet büntetőjogról (Budapest, 1951)
- Magyar büntetőjog. Általános rész (egyetemi tankönyv, Budapest, 1952)
- A büntetőjog általános tanai (Kálmán Györggyel, Budapest, 1966)

## Díjai, elismerései
- Munka Érdemrend (1960)
- Munka Érdemrend arany fokozata (1969)